# جول سانچز
جول سانچز (انگلیسی: Joel Sánchez؛ زادهٔ ۱۷ اوت ۱۹۷۴) یک بازیکن فوتبال اهل مکزیک است. 
وی همچنین در تیم ملی فوتبال مکزیک بازی کرده‌است.